# Winter-Paralympics 2022
Die XIII. Winter-Paralympics (chinesisch 2022年冬季残疾人奥林匹克运动会) fanden in der chinesischen Hauptstadt Peking statt. Die Paralympics sind das wichtigste sportliche Großereignis für Menschen mit körperlicher Behinderung und fanden im Anschluss an die Olympischen Winterspiele 2022 vom 4. bis 13. März 2022 statt. Der Vertrag der Austragungsländer mit dem Internationalen Olympischen Komitee (IOC) legt fest, dass die Paralympics denselben Austragungsort wie die Olympischen Spiele verwenden.
Es waren nach den Sommerspielen 2008 die zweiten Paralympischen Spiele und die ersten Winter-Paralympics in China. Peking war die erste Stadt, in der sowohl Sommer- als auch Winter-Paralympics ausgetragen wurden. Für die Ausrichtung hatte sich auch Almaty beworben.

## Auswahl des Austragungsortes
Die Entscheidung über den Ausrichter der Paralympics 2022 und der Olympischen Winterspiele 2022 fällte das IOC im Rahmen seines Kongresses in Kuala Lumpur am 31. Juli 2015. Peking setzte sich dabei gegen Almaty (Kasachstan) durch.
| Stadt  | Land                | Wahlergebnis |
| Peking | Volksrepublik China | 44           |
| Almaty | Kasachstan          | 40           |

## Wettkampfstätten

### Peking

Nationalstadion – Eröffnungs- und Schlussfeier

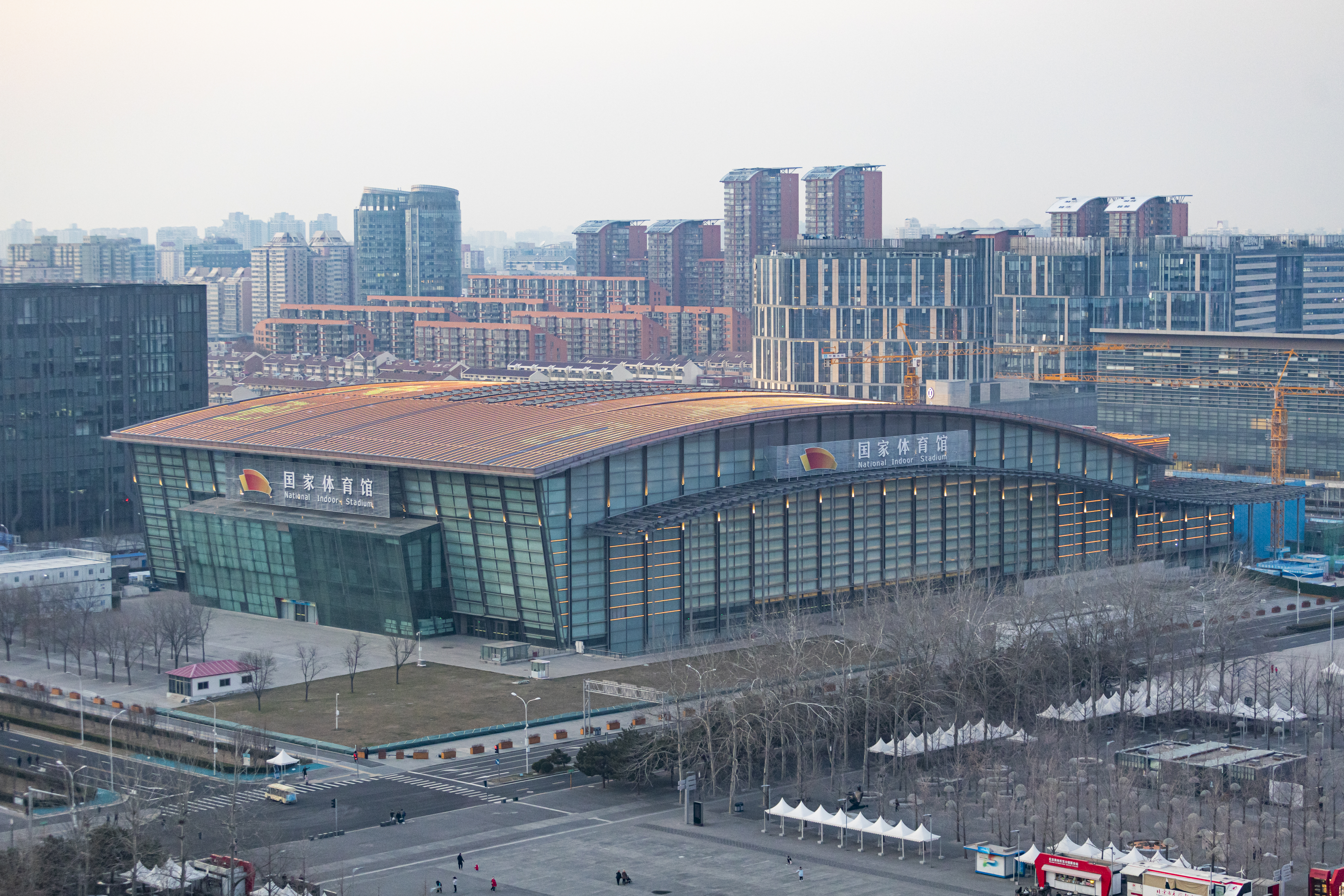
Nationales Hallenstadion – Para-Eishockey

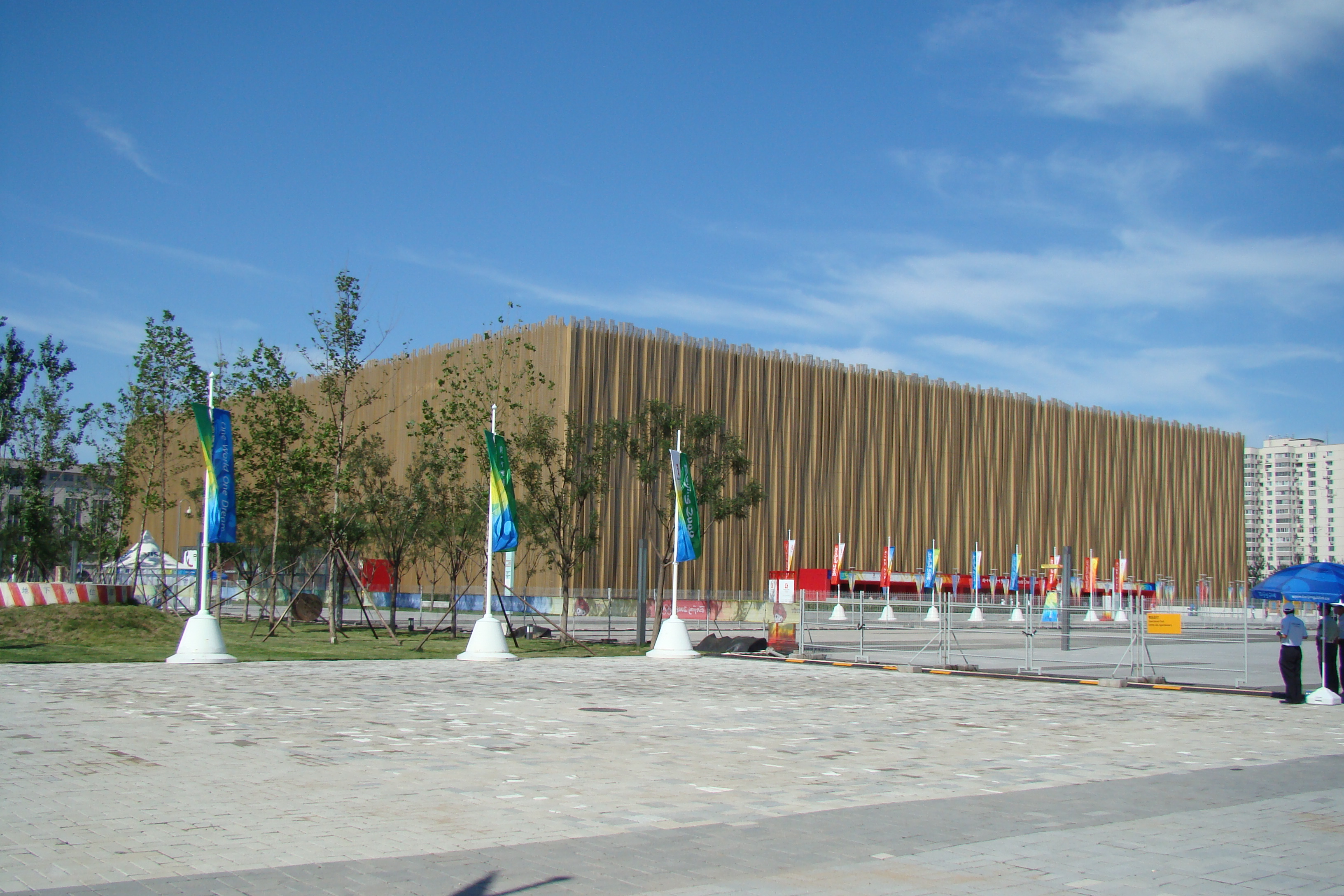
Wukesong-Hallenstadion – Para-Eishockey

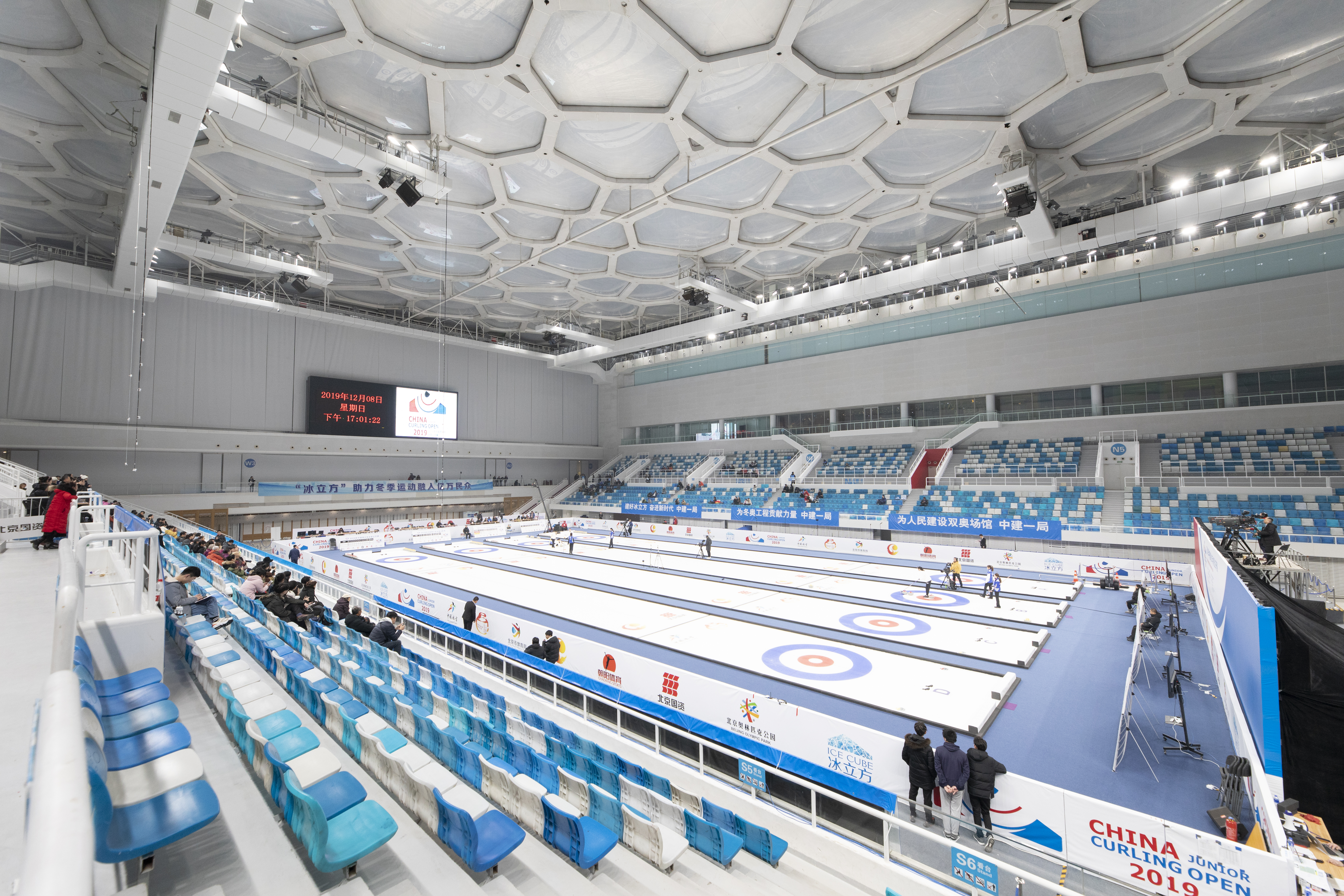
Nationales Schwimmzentrum – Rollstuhl-Curling

- Nationalstadion – Eröffnungs- und Schlussfeier
- Nationales Hallenstadion Peking – Para-Eishockey (Kapazität: 18.000)
- Wukesong-Hallenstadion – Para-Eishockey (Kapazität: 9.000)
- Nationales Schwimmzentrum „Ice Cube“ – Rollstuhl-Curling (Kapazität: 4.500)
- Big Air Shougang – Snowboard (Neubau)

### Yanqing
- Nationales Ski-Alpin-Zentrum Xiaohaituo – Ski Alpin (Neubau)

### Zhangjiakou
- Nordisches Ski- und Biathlonzentrum Guyangshu – Skilanglauf, Biathlon (Neubau)
- Genting Skiresort – Snowboard (Neubau)

## Teilnehmende Nationen
Insgesamt nahmen 46 Nationen mit über 570 Sportlerinnen und Sportlern teil. In Klammern die Anzahl der jeweiligen Teilnehmer.
| Europa | Europa | Europa |
| --- | --- | --- |
| - Andorra (1) - Belgien (2) - Bosnien und Herzegowina (2) - Dänemark (1) - Deutschland (17) - Estland (5) - Finnland (6) - Frankreich (15) - Griechenland (2) - Großbritannien (24) | - Island (1) - Italien (32) - Lettland (5) - Liechtenstein (1) - Kroatien (4) - Niederlande (8) - Norwegen (13) - Österreich (16) - Polen (11) - Rumänien (2) | - Schweden (10) - Schweiz (12) - Slowakei (28) - Slowenien (1) - Spanien (2) - Tschechien (21) - Ukraine (20) - Ungarn (1) |
| Amerika | | |
| - Argentinien (2) - Brasilien (6) - Chile (3) | - Kanada (49) - Mexiko (1) | - Puerto Rico (1) - Vereinigte Staaten (65)                                                                                |
| Asien | | |
| - Aserbaidschan (1) - China (96) - Georgien (1) | - Iran (4) - Israel (1) - Japan (29) | - Kasachstan (5) - Mongolei (3) - Südkorea (32)                                                                            |
| Ozeanien | | |
| - Australien (7) | - Neuseeland (3) | |

### Ausschluss von Russland und Belarus
Nachdem Russland am 24. Februar 2022 in die Ukraine einmarschiert war, verfügte das Internationale Paralympische Komitee (IPC) am 2. März 2022, dass die Athleten aus Russland und Belarus nur unter neutraler Flagge an den Start gehen dürfen. Darüber hinaus sollten die beiden Verbände nicht im Medaillenspiegel erscheinen. Bereits einen Tag später wurde der Beschluss revidiert, nachdem einige Mannschaften drohten, die Spiele zu boykottieren, wenn Athleten aus Russland oder Belarus an den Start gehen dürfen. Russland und Belarus wurden vom IPC am 3. März 2022 von der Teilnahme an den Spielen ausgeschlossen. 83 Athletinnen und Athleten beider Nationen waren von dem Ausschluss betroffen.
Bei der Eröffnungsfeier hielt der Präsident des Internationalen Paralympischen Komitees Andrew Parsons eine als „leidenschaftliche […] Friedensbotschaft“ eingeschätzte Rede, die im chinesischen Fernsehen in Teilen zensiert wurde. Er nannte dabei Russland und die Ukraine nicht namentlich, zeigte sich aber „entsetzt, was gerade jetzt in der Welt passiert“.
Die Spiele wurden am 13. März 2022 um 20:43 Uhr Ortszeit (13:43 Uhr MEZ) von Andrew Parsons für beendet erklärt. Um 20:49 Uhr Ortszeit (13:49 Uhr MEZ) erlosch die paralympische Flamme.

## Zuschauer
Offizielle Zuschauer durften in stark begrenztem Umfang den Veranstaltungen beiwohnen. Zunächst sollten auch einheimische Zuschauer Eintrittskarten für die Veranstaltung erhalten. Mitte Januar 2022 wurde jedoch entschieden, dass man auch auf einen freien Ticketverkauf innerhalb der Volksrepublik verzichten wird und so nur ausgewählte einheimische Zuschauergruppen zu den Spielen eingeladen wurden. Dies wurde mit der COVID-19-Pandemie begründet.

## Emblem
Das Emblem der Winter-Paralympics 2022 bedeutet so viel wie „fliege hoch“ und soll die athletenzentrierte Philosophie der Spielorganisatoren vermitteln. Inspiriert wurde das Emblem von einem chinesischen Schriftzeichen, das wie „fei“ ausgesprochen wird und so viel wie „fliegend“ bedeutet. Das Emblem repräsentiert einen Athleten im Rollstuhl, der zur Ziellinie eilt. Die robusten Striche im oberen Teil und die weichen Kurven im unteren Teil sollen vermitteln, dass die Athleten trotz körperlicher Einschränkungen ihr Bestes geben und somit auch als Inspiration für die Welt dienen sollen.
Das Emblem wurde im September 2020 überarbeitet und dem neuen Design des paralympischen Symbols (drei Agitos) angepasst. Zusätzlich wurden die Begriffe „Paralympic Games“ vom ursprünglichen Design entfernt.

## Sportarten
Bei den Winter-Paralympics in Peking wurden 78 Wettbewerbe, aufgeteilt auf 6 Sportarten, abgehalten. Im Snowboardfahren wurden gegenüber 2018 zwei Frauen-Wettbewerbe hinzugefügt. Insgesamt haben Wettkämpfe im Ski alpin stattgefunden, 20 im Skilanglauf, 18 im Biathlon, acht im Snowboardfahren sowie je einer im Para-Eishockey und im Rollstuhlcurling. Damit fanden je 39 Frauen- und Männerwettbewerbe sowie vier gemischtgeschlechtliche Wettkämpfe statt. Zum ersten Mal wurden genauso viele Wettbewerbe für Frauen wie für Männer durchgeführt.
Legende zum nachfolgend dargestellten Wettkampfprogramm:

Letzte Spalte: Gesamtanzahl der Entscheidungen in den einzelnen Sportarten
| Eröffnung               |    |    |    |    |    |    |     |     |     |     |        |
| Biathlon                |    | 6  |    |    | 6  |    |     | 6   |     |     | 18     |
| Rollstuhlcurling        |    |    |    |    |    |    |     |     | 1   |     | 1      |
| Para-Eishockey          |    |    |    |    |    |    |     |     |     | 1   | 1      |
| Ski Alpin               |    | 6  | 6  | 6  |    |    | 3   | 3   | 3   | 3   | 30     |
| Skilanglauf             |    |    | 2  | 4  |    | 6  |     |     | 6   | 2   | 20     |
| Snowboard               |    |    |    | 4  |    |    |     |     | 4   |     | 8      |
| Abschluss               |    |    |    |    |    |    |     |     |     |     |        |
| Medaillenentscheidungen |    | 12 | 8  | 14 | 6  | 6  | 3   | 9   | 14  | 6   | 78     |
|                         | Fr | Sa | So | Mo | Di | Mi | Do  | Fr  | Sa  | So  | Gesamt |
| März                    | 4. | 5. | 6. | 7. | 8. | 9. | 10. | 11. | 12. | 13. |        |

## Kritik
China führte den Medaillenspiegel mit 61 Medaillen vor der Ukraine mit 29 Medaillen überlegen an. Kritikern redeten von „Klassifizierungsdoping“. Die Einordnung in die Klassifizierungsklassen wurde weit vor den Paralympics durchgeführt und während der Paralympics auch nicht mehr überprüft. Es kam daher teilweise zu eklatanten Leistungsunterschieden in den jeweiligen Klassen. Friedhelm Julius Beucher, Präsident des Deutschen Behindertensportverbandes (DBS) forderte „Die Klassifizierungsdiskussion gehört ganz nach oben auf die Agenda des Internationalen Paralympischen Komitees“. Die Klassifizierungen der Athletinnen und Athleten Chinas war besonders in der Diskussion. Auffällig war, dass Chinas Starterinnen und Starter zuvor nicht in Weltcups oder überhaupt im Ausland aktiv waren. Sie wurden in Klassifizierungsklassen eingeordnet, die offenbar nicht dem tatsächlichen Grad der Beeinträchtigung entsprachen. Vor Peking hatte China gerade mal eine Medaille überhaupt bei Paralympics geholt. Der deutsche Chef de Mission Karl Quade sagte zur Klassifizierung: „Ich prognostiziere, dass wir einige chinesische Athleten nicht mehr sehen werden. Weil die umgestuft werden und dann nicht mehr antreten.“
Vor dem Oberlandesgericht Düsseldorf erstritten sich vor den Spielen die Para-Snowboarderinnen Brenna Huckaby aus den USA und Cecile Hernandez aus Frankreich per Einstweiliger Verfügung ihr Startrecht. Huckaby hatte in Pyeongchang 2018 in der Klasse SB-LL1 zwei Goldmedaillen gewonnen. In Peking war die Klasse SB-LL1 nicht im Programm, da laut IPC-Regeln nicht mindestens sechs Athletinnen aus mindestens drei Ländern bei den Weltmeisterschaften 2019 in SB-LL1-Wettbewerben antraten. Huckaby hatte darauf beantragt bei den Männern bei SB-LL1-Wettbewerben oder den Frauen in der SB-LL2-Klasse zu starten. Dies lehnte das IPC ab, da Frauen nicht bei den Männern starten und nicht in Klassen der weniger beeinträchtigten Sportlerinnen starten dürfen. Der Ausschluss von Para-Sportlerinnen und -Sportlern mit hohen Behinderungsgraden aus Mangel an Teilnehmenden verstößt laut Oberlandesgericht gegen das Kartellrecht. Hernandez gewann im Snowboard Cross Gold, Huckaby gewann Bronze im Snowboard Cross und Gold im Banked Slalom.
Während der Winter-Paralympics 2022 kam auch Doping zur Sprache bzw. der Umgang des Internationalen Paralympischen Komitees mit Doping. Bei den Winter-Paralympics 2014 in Sotschi hatte Russland mit 80 Medaillen ähnlich dominiert wie China 2022. Bei sechs russischen Gewinnern von 21 Medaillen waren Urinproben manipuliert worden, darunter auch bei Roman Petuschkow, der sechs Mal Gold gewann. Bis 2022 wurde kein einziger dieser Para-Athleten bestraft, hingegen durfte Russland nicht an den Sommer-Paralympics 2016 in Rio teilnehmen. Es ging in Sotschi um Doping mit Trimetazidin, das bei der Eiskunstläuferin Kamila Walijewa bei den Olympischen Winterspielen 2022 in Peking nachgewiesen wurde. Oksana Masters traute sich in Peking offen vom Doping zu sprechen, nachdem sie dreimal Silber hinter der Chinesin Yang Hongqiong gewann. Masters bedachte Yang, die vor den Paralympics außerhalb Chinas niemals antrat, nach Rennen mit Worten wie „Du Betrügerin“ und „Fuck Doping!“.
Die Reden vom IPC-Präsidenten  Andrew Parsons wurden bei Eröffnung und Abschluss der Spiele in der Übersetzung des chinesischen Staatsfernsehens zensiert. Er hatte bei der Eröffnungsfeier seiner Empörung über den Ukrainekrieg Luft gemacht. Obwohl Parsons beim Abschluss nur wenige politische Anspielungen gemacht hatte, wurde das Wort „Frieden“ nicht übersetzt. Aus „in schwierigsten Zeiten“ wurde „Schwierigkeiten überwunden“ und aus „Hoffnung auf Frieden“ wurde „Hoffnungen, eine große Familie zu werden“.

## Maskottchen
Die Maskottchen sind der Große Panda Bing Dwen Dwen (Olympische Winterspiele) und die chinesische Laterne Shuey Rhong Rhong (bei den Paralympics).